# Bund der Steuerzahler Deutschland
Der Bund der Steuerzahler Deutschland e. V. (BdSt) ist eine im Jahr 1949 gegründete deutsche Lobbyorganisation, die den öffentlichen Diskurs zu steuerlichen Fragestellungen und der Staatsverschuldung in Deutschland beeinflusst.
Als Ziele nennt der Verein die Senkung von Steuern und Abgaben sowie die Verringerung von Bürokratie, „Steuerverschwendung“ bzw. der „Ausgabenwut“ und Staatsverschuldung. Hierfür nutzt er verschiedene Instrumente der Öffentlichkeitsarbeit. Das Schwarzbuch Die öffentliche Verschwendung gehört zu den bekanntesten Marken des Vereins. Darüber hinaus ist er für die Schuldenuhr und den Steuerzahlergedenktag bekannt.
Der Steuerzahlerbund vertritt vorrangig Partikularinteressen. Insbesondere Vertreter der mittelständischen Unternehmen und wohlhabende Privatpersonen sehen ihre Interessen vom Steuerzahlerbund vertreten. Dies wurde dabei unter anderem von der Hans-Böckler-Stiftung sowie von den Politikwissenschaftlern Wolfgang Schroeder, Mitglied der Grundwertekommission der SPD, und Peter Lösche, SPD-Mitglied und ehemaliger stellvertretender Vorsitzender der DVPW, belegt. Demgegenüber sieht sich der von Reiner Holznagel geführte Verein als „Finanzgewissen der Nation“ und bezeichnet seine Ziele als Gemeinwohlinteressen aller Steuerzahler.

## Vorgeschichte
Ende der 1920er Jahre wollte der Geschäftsinhaber der Darmstädter und Nationalbank (kurz Danat-Bank), Jakob Goldschmidt, mit führenden Industriellen, darunter Robert Bosch, Gustav Krupp von Bohlen und Halbach und Karl Adolf Tilo Freiherr von Wilmowsky eine Steuerzahlerinitiative ins Leben rufen. Dem lag eine Studie des Finanzwissenschaftlers Günter Schmölders über die schwedische „Steuerzahlerbewegung“ und deren Übertragbarkeit auf Deutschland zugrunde. Die Gründung dieser Initiative wurde jedoch nicht vollzogen.

## Geschichte
1949 erhielten Karl Bräuer und der Berliner Steuerberater Hermann Wunderlich von der alliierten Militärregierung des Landes Württemberg-Baden die Erlaubnis für die Gründung einer Steuerzahlerorganisation auf Landesebene. Ein weiterer Mitgründer war der Wirtschaftsredakteur der Stuttgarter Zeitung E. Heinrich Kunze. Am 21. Oktober 1949 wurde in Stuttgart der „Bund der Steuerzahler Württemberg-Baden e. V.“ gegründet. Wenig später folgten Landesverbände in den übrigen Ländern der drei westlichen Besatzungszonen sowie das „Präsidium des Bundes der Steuerzahler e. V.“ als Dachorganisation.

„Die meisten Unternehmer sind heute vor die Wahl gestellt, entweder steuerlich ehrlich zu bleiben und auf Heller und Pfennig zu leisten, aber ihren Betrieb zu schließen, oder in irgendeiner Weise – legal oder illegal – dieser sinnlos gewordenen Häufung von Steuerlasten auszuweichen, um den Betrieb aufrecht zu erhalten. […] Die Folge einer so maßlosen Überspannung an sich richtiger Grundsätze hat dazu geführt, dass die Masse der Steuerpflichtigen jede Möglichkeit ergreift, sich der unerträglich gewordenen Bürde zu entziehen. […] Zu keiner Zeit hat die Steuermoral einen solchen Tiefstand erreicht wie heute.“

Der erste Präsident wurde Karl Bräuer und hatte diese Funktion bis 1960 inne. Nach ihm wurden der 1957 ausgelobte Karl-Bräuer-Preis sowie das 1965 gegründete Karl-Bräuer-Institut benannt.
2013 benannte der Bund der Steuerzahler aufgrund Bräuers nationalsozialistischer Vergangenheit sein Institut in Deutsches Steuerzahlerinstitut um und schaffte den Preis ab. Bisherige Preisträger erhielten eine Urkunde, in der Bräuer nicht mehr vorkam.

## Organisation
Der eingetragene Verein hatte 2023 nach eigenen Angaben etwa 200.000 Mitglieder. 2018 waren es etwa 230.000 Mitglieder, 2010 rund 310.000 Mitglieder, und im Jahr 2000 waren es noch etwa 426.000 Mitglieder. Der BdSt gibt an, dass 75 Prozent seiner Mitglieder „kleine“ Gewerbetreibende und Selbständige seien. Das zuständige Finanzamt erkennt seine Arbeit als gemeinnützig an. Die Organisation ist gemäß Lobbyregistergesetz im Lobbyregister eingetragen.
Der Bund der Steuerzahler besteht aus 15 eigenständigen Landesverbänden, da Niedersachsen und Bremen einen gemeinsamen Landesverband bilden. Rainer Brüderle (FDP) ist seit 2015 Vorstandsvorsitzender des Bundes der Steuerzahler in Rheinland-Pfalz und seit demselben Jahr ebenfalls Vorsitzender des Bpa Arbeitgeberverbands. Rolf von Hohenhau ist seit 1983 Präsident des Bundes der Steuerzahler in Bayern.
Zur Finanzierung seiner Arbeit gibt der BdSt an, dass ihm 2020 fast 15,2 Millionen Euro größtenteils aus Mitgliederbeiträgen zur Verfügung gestanden haben. Dazu kamen mehr als 400.000 Euro Spenden, über deren Herkunft der Verein keine Angaben macht.
Sitz des Vereins ist Berlin. Die bisherigen Präsidenten des BdSt sind:

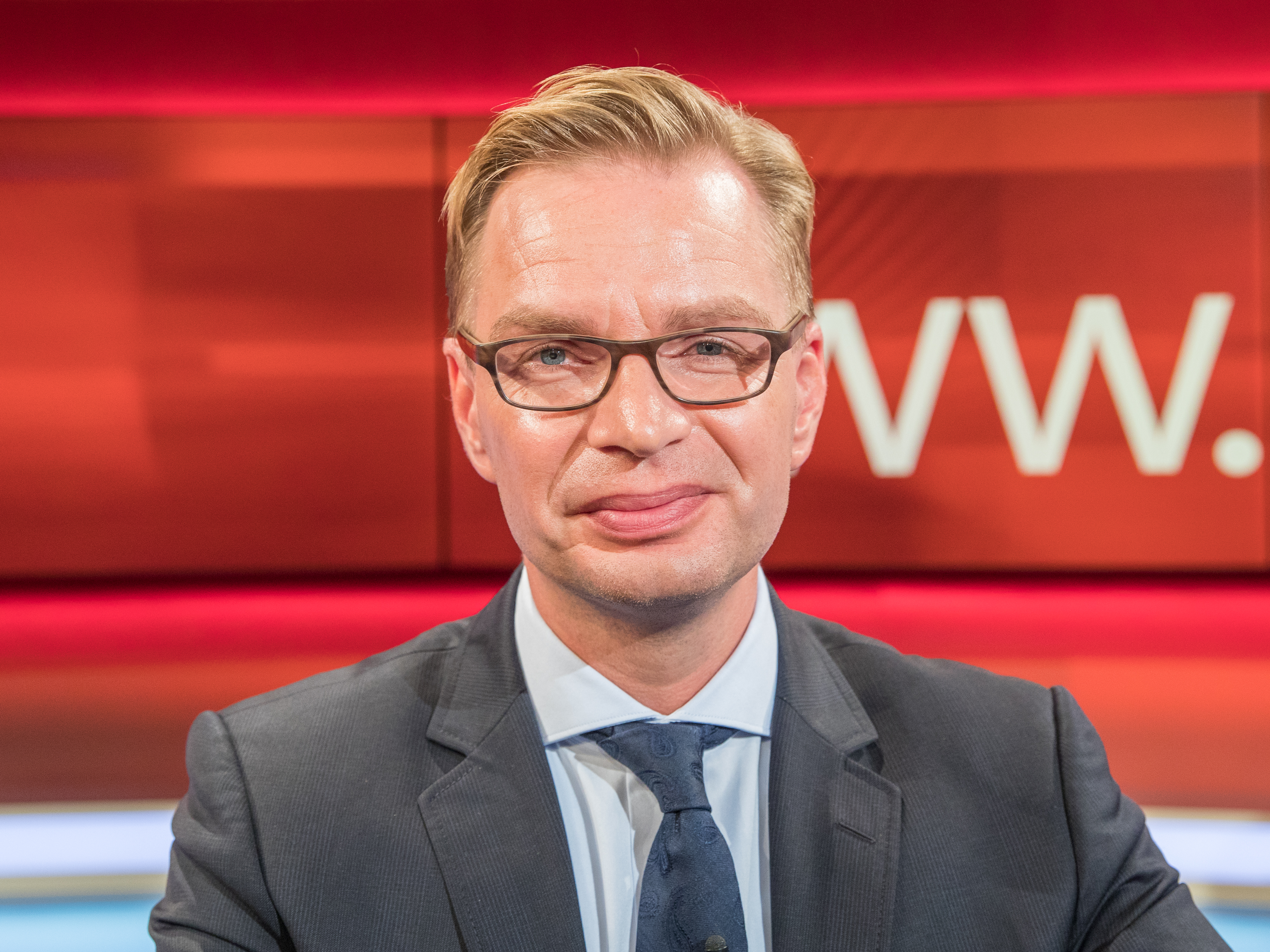
Reiner Holznagel, Präsident des Bundes der Steuerzahler Deutschland seit 2012

1. 1949–1950 Hermann Wunderlich (1900–1974)[21]
2. 1950–1961: Karl Bräuer (1881–1964)[22]
3. 1961–1971: Volkmar Muthesius (1900–1979)[23]
4. 1971–1982: Willy Haubrichs (1911–1982)[24]
5. 1982–1992: Armin Feit (1927–2012)
6. 1992–1994: Susanne Tiemann (* 1947)[25]
7. 1994–2012: Karl Heinz Däke (1943–2023)[26]
8. 2012–heute: Reiner Holznagel (* 1976)[27]

Seit 2019 ist Michael Jaeger Vizepräsident des Steuerzahlerbunds und zuständig für die Verbandskommunikation und Mitgliederwerbung. Seit 1996 ist er Generalsekretär des Dachverbands Taxpayers Association of Europe mit Sitz in Brüssel, welcher sich für niedrigere Steuern, einfachere und gerechtere Steuergesetze und mehr persönliche Freiheit einsetzt. Jäger ist seit 2011 Geschäftsführer des Vereins Europäischer Wirtschaftssenat („Elitenetzwerk führender Unternehmerpersönlichkeiten und Unternehmen“).

### Netzwerk
Der Steuerzahlerbund kooperiert u. a. mit der Lobbyorganisation Initiative Neue Soziale Marktwirtschaft (INSM), dem Verband Die Familienunternehmer, dem Verband Familienbetriebe Land und Forst und dem Bundesverband mittelständische Wirtschaft.
Der Dachverband der Steuerzahler saß 2014 noch in München und war beispielsweise Teil einer Kampagne gegen die Einführung der Einheitsverpackung von Zigaretten. Er fürchtete „einen Preiskrieg“, welcher zu einer „ernsthaften Bedrohung für die nationalen Finanzen“ führe.

## Tätigkeiten und Positionen
Wolfgang Schroeder und Kollegen beschreiben im Nomos-Verlag, dass sich die Ziele des Vereins an der Vorstellung eines neoliberalen Minimalstaats, bei dem die öffentliche Daseinsvorsorge zugunsten privater Akteure und des freien Marktes reduziert werden soll, orientieren.

### Schwarzbuch

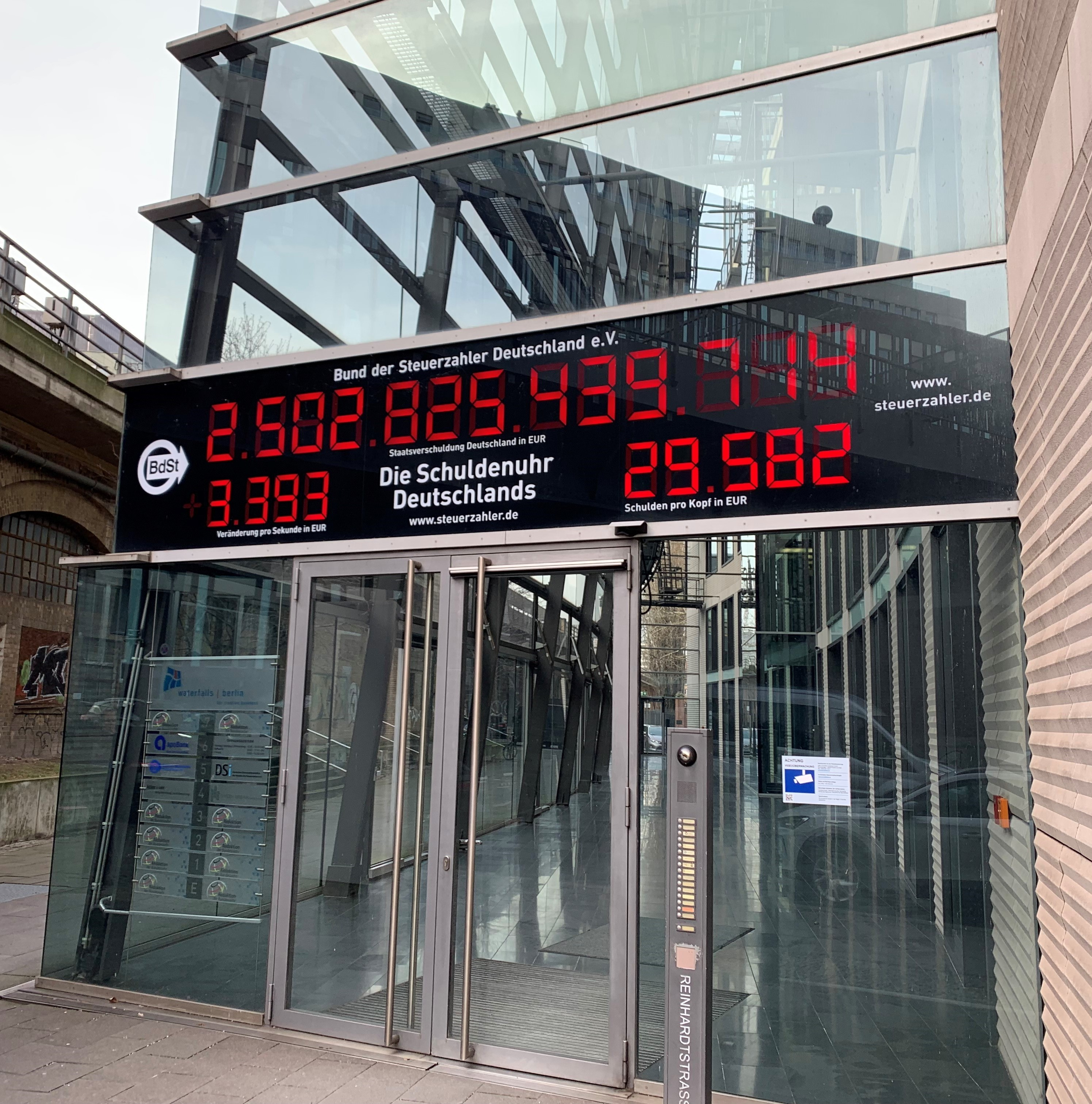
Die Schuldenuhr des Bunds der Steuerzahler über dem Eingang zeigt absolute Zahlen. Die Staatsschuldenquote wird nicht thematisiert.

Seit 1973 veröffentlicht der BdSt jährlich im Herbst Die öffentliche Verschwendung als Schwarzbuch. Darin erhebt der Verein regelmäßig den Vorwurf, dass die öffentliche Hand jährlich viele Milliarden Euro (bzw. zuvor Deutsche Mark) fehlinvestiere. Seine Zahlen basieren auf den Schätzungen der Rechnungshöfe, die davon ausgehen, dass bis zu 95 Prozent aller öffentlichen Investitionen korrekt getätigt werden. Im Umkehrschluss geht der BdSt von einer Verschwendung von 5 bis 10 Prozent aus.

### Staatsverschuldung
Am Eingang seiner Zentrale veröffentlicht der Verein auf der Schuldenuhr seine Schätzung (Staatsverschuldung des vergangenen Jahres + eine geschätzte voraussichtliche Kreditaufnahme für das laufende Jahr) der Staatsverschuldung Deutschlands in absoluten Zahlen.
2010 stellte der BdSt sich hinter die Forderung des Berufsverbands Wirtschaftsrat der CDU nach strengen Sparmaßnahmen auch bei Ausgaben für Bildung und Familie. Der BdSt forderte eine „schonungslose Sparpolitik“.

### Klagen
Der BdSt tritt als Unterstützer von Musterverfahren auf. Damit wendet sich der Verband insbesondere gegen seiner Meinung nach systemwidrige und ungerechtfertigte steuerliche Änderungen oder Gesetze. Zu den Verfahren gehört die Klage gegen die Abschaffung der Entfernungspauschale. Am 9. Dezember 2008 gaben die Richter des Bundesverfassungsgerichtes dem vom Verband unterstützten Kläger Recht (Az. 2 BvL 1/07).
Im Januar 2023 wies der Bundesfinanzhof eine vom BdSt unterstützte Klage gegen den Solidaritätszuschlag ab. Der Zuschlag sei nicht verfassungswidrig. Seit 2021 müssen etwa 10 % der Steuerpflichtigen ab einem zu versteuernden Jahreseinkommen von 61.717 Euro den Solidaritätszuschlag zahlen. Bis zu einem zu versteuernden Einkommen von 96.409 Euro gibt es eine Milderungszone.

### Preise und Gedenktage
Der BdSt ruft jedes Jahr einen Steuerzahlergedenktag aus. Mit dem Preis „Spar-Euro“, wird ebenfalls jährlich besonders wirtschaftliches Verwaltungshandeln ausgezeichnet. Darunter versteht der BdSt die Übernahme kommunaler Aufgaben durch Vereine und Ehrenamtliche und „Interkommunale Zusammenarbeit“. Der Landesverband in Sachsen vergibt jährlich den Schleudersachsen für die Verschwendung von Steuergeldern. Der Landesverband für Bremen und Niedersachsen vergibt den Journalistenpreis Die Spitze Feder.

## Kritik

### Vertretung von Partikularinteressen
In einer Studie der gewerkschaftsnahen Hans-Böckler-Stiftung wird dargelegt, dass der BdSt kein repräsentatives Abbild der steuerzahlenden Bevölkerung darstellt. Diese Einschätzung deckt sich mit den Erkenntnissen, die eine Studie für das Ressort Jugendarbeit und -politik im Vorstand der IG Metall bereits ein halbes Jahr vorher gewonnen hatte. Die Mitgliederstruktur wirke sich auf die politischen Forderungen des Steuerzahlerbundes aus: schlanker Staat und niedrige Steuersätze. Dies sei einzig im Interesse einer Minderheit in der Gesellschaft, wie der Politikwissenschaftler Wolfgang Schroeder ausführt. Die Mehrheit der Gesellschaft habe ein Interesse an einem hohen Steueraufkommen zur Finanzierung der öffentlichen Daseinsvorsorge, welche der Bund der Steuerzahler aufgrund seiner neoliberalen Ideologie eher dem Markt überlassen wolle. Als weiteres Anzeichen, dass der Bund der Steuerzahler vorrangig Partikularinteressen vertrete, wird die fehlende Thematisierung von Steuerflucht, Steuerhinterziehung und Steuervermeidung genannt. Der Politikwissenschaftler Rudolf Speth gab 2008 in einer für die Hans-Böckler-Stiftung durchgeführten Analyse an, dass rund 60 % der Mitglieder im Bunde der Steuerzahler Unternehmer waren, weitere 15 % waren als Freiberufler tätig.
Der Anspruch des Bundes der Steuerzahler, die Interessen aller Steuerzahler zu vertreten, wird von dem Politologen und SPD-Mitglied Peter Lösche als „Teil einer PR-Strategie“ bezeichnet. Von der Mitgliederzusammensetzung seien im Bund vor allem mittelständische Unternehmer und Freiberufler vertreten; von der programmatischen Ausrichtung her konvergiere er mit der FDP. Auch nach Meinung von Bernd Kramer der taz vertritt der Bund der Steuerzahler entgegen seinem Namen nicht die Interessen aller Steuerpflichtigen, sondern nur die der Reichen. Zu diesem Schluss kam man unter anderem, weil 22 % der Leser der Mitgliederzeitschrift über ein Haushaltsnettoeinkommen von mehr als 5.000 Euro im Monat verfügen im Gegensatz zu nur 8 % der Bevölkerung. Der Journalist Friedrich Küppersbusch argumentierte 2021: „Der Bund der Steuerzahler ist eine von Union und FDP durchsetzte Lobby, die Steuersenkungen für ihre mehrheitlich sehr wohlhabenden Mitglieder durchsetzen will. Dabei arbeitet er mit Fakenews, mit Zahlentricks, mit Schleichwerbung und mit Verächtlichmachung des ,dummen, blöden Staates‘“.
Der Politikwissenschaftler Gert-Joachim Glaeßner sieht es als zweifelhaft an, ob der Verband tatsächlich die Interessen aller Steuerzahler in ihrer Gesamtheit vertritt.
In der ARD-Sendung Reschke Fernsehen, Folge Lobbyismus für Besserverdienende: Die Show vom Bund der Steuerzahler, wurde u. a. die mutmaßliche Nähe zur Partei FDP thematisiert. So erinnere der FDP-Slogan Versprechen einlösen, Soli abschaffen an die BdSt-Forderung Wort halten, Soli abschaffen! aus dem Jahr 2019. Zudem würde sowohl der BdSt als auch die FDP die Vermögenssteuer ablehnen, höhere Freibeträge beim Erben fordern und die Grunderwerbssteuer abschaffen wollen. Bei Umsetzung dieser Forderungen würden nur Personen mit hohen Einkommen profitieren, das sei Parteinähe zur FDP, Lobbyismus für Besserverdienende und diene nicht den Gemeinwohlinteressen aller Steuerzahler. Darüber hinaus konzentriere sich der BdSt mehr auf die Steuerausgaben als auf die Steuereinnahmen. Die vom BdSt aufgedeckten Steuerverschwendungen würden bspw. um ein vielfaches von durch Schwarzarbeit, Betrug oder Tricks entgangene Steuereinnahmen gedeckt werden können, um die sich der BdSt nicht kümmere. Diese einseitige Betrachtung sei ebenfalls nicht im „Gemeinwohlinteresse aller Steuerzahler“, weshalb die Gemeinnützigkeit des Vereins in Frage gestellt würde.

### Kritik an Kampagnen und Methoden
Der Spiegel warf 2005 dem Steuerzahlerbund vor, dass von ihm „angeprangerte Skandale sich allzu oft eher als Skandälchen herausstellten, die zudem aus Rechnungshofberichten abgeschrieben worden waren“. Auf die behaupteten Zahlen zur angeblichen Steuerverschwendung angesprochen, antwortete der damalige Präsident des Bundesrechnungshofes, er könne die Zahl in keiner Weise nachvollziehen, er halte die Schätzung des BdSt für unseriös, da dieser seine Berechnungsgrundlagen nicht veröffentlichte, und der Bundesrechnungshof gehe von einer kleineren Summe aus, als der BdSt. Der Bundesrechnungshof kritisiert allgemein die seiner Einschätzung nach im Schwarzbuch verwendeten hochgerechneten Zahlen und mangelhaften Belege. Michael Schäfer, Professor für Kommunalwirtschaft in Eberswalde, bewertete das Schwarzbuch des BdSt 2015 als „Aneinanderreihung pauschaler Behauptungen“, „ohne jede faktische Grundlage und ohne jeden Verweis“. Der Bund der Steuerzahler bediene populäre Klischees über die Kommunalwirtschaft, missverstehe dessen Struktur aber „teilweise bewusst, teilweise aus Unwissenheit“ falsch. Der BdSt vernachlässige vielfach die hohe Effizienz und Wirtschaftlichkeit kommunaler Unternehmen.
Die Methoden des Vereins werden von Wolfgang Schroeder und Kollegen als „neoliberal-populistisch“ eingeordnet. So zeichnet der Verein einen Gegensatz „zwischen dem Volk und dem Establishment, in Form von Steuerzahler:innen gegen den Staat“, was als populistisches Stilelement kritisiert wird. Auch der Steuerexperte Stefan Bach nannte die Aktionen des Vereins wie den Steuerzahlergedenktag „vulgärökonomischen Populismus“. Die verwendeten Argumentationsmuster, welche den Staat als zu gierig und verschwenderisch darstellen, würden Parallelen zur rechtspopulistischen Tea-Party-Bewegung aufweisen. In einem SWR-Radiointerview im Juli 2023 führe er seine Überlegungen näher aus. Die Berechnung des Bundes der Steuerzahler sei zwar „nicht unseriös“. Anstatt die Höhe der Belastungen gelte es jedoch die Qualität der Leistungen und die Effizienz der öffentlichen Verwaltung in den Fokus zu stellen. Der Publizist Wolfgang Lieb bezeichnete die Studien des BdSt als „sozialstaatsfeindlich“.
Das Netzwerk Steuergerechtigkeit kritisiert aus Perspektive der Steuergerechtigkeit den Standpunkt des BdSt in der Diskussion um eine Grundsteuer. Die beim Steuerzahlergedenktag angewandte Methodik wird ebenfalls vom Netzwerk Steuergerechtigkeit kritisiert. Anstatt die Solidarität „noch weiter auszuhöhlen und damit die Basis unserer Demokratie aufs Spiel zu setzen“ sollte der Gedenktag besser „ein Anlass sein, unsere solidarische Gesellschaft zu feiern“.
In der ARD-Sendung Reschke Fernsehen Folge Lobbyismus für Besserverdienende: Die Show vom Bund der Steuerzahler wurde die beim Steuerzahlergedenktag angewandte Methodik kritisiert. Die Berücksichtigung der Sozialabgaben (Renten-, Kranken-, Pflege- und Arbeitslosenversicherung) sowie des Rundfunkbeitrages, die keine Steuern darstellen, diene nur dazu die Zahl höher zu machen und damit den Tag nach hinten zu rücken.
Beim Synagogen-Neubau in Magdeburg kritisierte der Steuerzahlerbund die finanzielle Beihilfe des Staates. Ralf Seibicke, Vorstandsmitglied beim Steuerzahlerbund Sachsen-Anhalt, sagte 2019, dass „jede Religionsgemeinschaft selber für den Neubau einer Kirche verantwortlich sein [sollte]“. Für diese Aussage wurde der Bund von der jüdischen Gemeinde Magdeburg kritisiert, die deutsche Geschichtsschreibung im Kontext der Schoah außer Acht zu lassen. Waltraut Zachhuber, die Vorsitzende des Fördervereins „Neue Synagoge Magdeburg“ warf dem Steuerzahlerbund vor, antisemitische Vorurteile zu nähren und die „ohnehin durch Judenhass und Rassismus geprägte gesellschaftliche Atmosphäre“ weiter zu vergiften.

### Intransparenz
Peter Lösche kritisiert eine Kooperation mit der Hamburg-Mannheimer Versicherung sowie die Höhe der Gehälter des ehemaligen Präsidenten Karl Heinz Däke: Durch Aufsplitterung in drei verschiedene Gehälter (als Präsident des Bundesverbandes, als Präsident des Karl-Bräuer-Instituts und als Vorstandsmitglied des Bundes der Steuerzahler in NRW) verschleiere Däke sein Gesamteinkommen in Höhe von 187 000 Euro.
Kritiker werfen dem Verein bei seiner Finanzierung intransparente Strukturen vor, da der Verein Auskünfte über die Herkunft und Zusammensetzung seiner Großspenden verweigert.